# C2 Pictures
C2 Pictures war eine amerikanische Film-, Fernsehserien- und Videospielproduktionsfirma.

## Geschichte
Die 1998 von Mario Kassar und Andrew G. Vajna gegründet wurde.
Der erste von der C2 Pictures produzierte Film war I Spy (2002), aber C2s ursprüngliches Ziel war es, das Terminator-Film-Franchise wiederzubeleben.
Die einzige von C2 Pictures produzierte Serie war Terminator: The Sarah Connor Chronicles, an der die Firma nur für die erste Staffel beteiligt war. Danach ruhten die Aktivitäten der Firma und sie wurde 2008 endgültig liquidiert.

## Filmografie (Auswahl)
- 2002: I Spy
- 2003: Terminator 3 – Rebellion der Maschinen (Terminator 3: Rise of the Machines)[3]
- 2006: Basic Instinct – Neues Spiel für Catherine Tramell (Basic Instinct 2)
- 2006: Children of Glory (Szabadság, szerelem)
- 2008: Terminator: The Sarah Connor Chronicles (Fernsehserie, eine Staffel)